# Borna Gojo
Borna Gojo (* 27. února 1998 Split) je chorvatský profesionální tenista. Ve své dosavadní kariéře na okruhu ATP Tour nevyhrál žádný turnaj. Na challengerech ATP a okruhu ITF získal jeden titul ve dvouhře a dva ve čtyřhře.
Na žebříčku ATP byl ve dvouhře nejvýše klasifikován v říjnu 2023 na 74. místě a ve čtyřhře v lednu 2022 na 394. místě.
V chorvatském daviscupovém týmu debutoval v roce 2019 skupinovým utkáním finálového turnaje proti Rusku, v němž prohrál s Andrejem Rubljovem. Rusové zvítězili 3:0 na zápasy. Do listopadu 2023 v soutěži nastoupil ke čtrnácti mezistátním utkáním s bilancí 8–6 ve dvouhře a 0–0 ve čtyřhře.

## Tenisová kariéra
V rámci událostí okruhu ITF debutoval v říjnu 2013, když na Salona Open dotovaném 10 tisíci dolary v chorvatském Solinu postoupil z kvalifikace. V úvodním kole dvouhry podlehl bosenskému hráči Ismaru Gorčićovi z osmé světové stovky. Další turnaje odehrál až v sezóně 2016.
V letech 2017–2019 studoval na Wake Forest University ve Winston-Salemu, kde hrál univerzitní tenis za tým Deacons. V roce 2018 odešel poražen ze singlového finále šampionátu NCAA poté, co nestačil na Petrose Chrysochose. Před závěrečným ročníkem v roce 2020 oznámil odchod a vstup do profesionálního tenisu. Na okruhu ATP Tour debutoval srpnovým Winston-Salem Open 2018. Organizátoři mu jako posluchači místní univerzity udělili divokou kartu do hlavní soutěže, v roce 2017 jen do kvalifikace. Na úvod winstonsalemské dvouhry jej zdolal padesátý šestý muž žebříčku Ryan Harrison ze Spojených států.
Ve čtvrtfinále Davis Cupu 2021 proti Itálii zdolal jako hráč třetí stovky žebříčku světovou sedmadvacítku Lorenza Sonega. Jednalo se o jeho první vítězný zápas nad členem elitní světové stovky, jímž přispěl k postupu Chorvatů po výhře 2:1 na zápasy. Ve vítězném semifinále proti Srbsku opět zdolal člena elitní čtyřicítky, třiatřicátého v pořadí Dušana Lajoviće.

## Tituly na challengerech ATP a okruhu ITF
| Legenda                |
| ---------------------- |
| Challengery (1 D; 0 Č) |
| ITF (0 D; 2 Č)         |

### Dvouhra (1 titul)
| Č. | datum      | turnaj          | povrch    | poražený finalista | výsledek      |
| -- | ---------- | --------------- | --------- | ------------------ | ------------- |
| 1. | říjen 2022 | Ortisei, Itálie | tvrdý (h) | Lukáš Klein        | 7–6(7–4), 6–3 |

### Čtyřhra (2 tituly)
| Č. | datum      | turnaj           | povrch | spoluhráč        | poražení finalisté         | výsledek                |
| -- | ---------- | ---------------- | ------ | ---------------- | -------------------------- | ----------------------- |
| 1. | září 2016  | Zlatibor, Srbsko | antuka | Domagoj Bilješko | Goran Marković Antun Vidak | 6–1, 6–7(1–7), [11–9]   |
| 2. | říjen 2016 | Bol, Chorvatsko  | antuka | Nino Serdarušić  | Ivan Bjelica Darko Jandrić | 6–3, 6–7(11–13), [10–5] |